# Евехма
Евехма (дав.-гр. Εὐαίχμη; також Ейехма) — персонажі давньогрецької міфології:
- Евехма — дочка Мегарея та Іфіної, друга дружина Алкатоя, від якого народила сина Ісхепола.
- Евехма — дочка Гілла та Іоли, онуки Геракла, дружина Полікаона, сина аргонавта Бута.